# European Open 2018
European Open 2018 byl tenisový turnaj pořádaný jako součást mužského okruhu ATP World Tour, který se odehrával na krytých dvorcích s tvrdým povrchem v Lotto Arena. Probíhal mezi 15. až 21. říjnem 2018 v belgických Antverpách jako třetí ročník turnaje.
Turnaj s celkovým rozpočtem 686 080 eur patřil do kategorie ATP World Tour 250. Nejvýše nasazeným hráčem ve dvouhře se stal šestnáctý tenista světa Kyle Edmund ze Spojeného království. Jako poslední přímý účastník do hlavní singlové soutěže nastoupil španělský 97. hráč žebříčku Roberto Carballés Baena, jenž se následně odhlásil.
Premiérový singlový titul na okruhu ATP Tour získal 23letý  Brit Kyle Edmund. Šestou společnou trofej ze čtyřher turnajů ATP si odvezli Francouzi Nicolas Mahut a Édouard Roger-Vasselin.

## Rozdělení bodů a finančních odměn

### Rozdělení bodů
| Soutěž  | vítězové | finalisté | semifinalisté | čtvrtfinalisté | 16 v kole | 32 v kole | Q  | Q2 | Q1 |
| ------- | -------- | --------- | ------------- | -------------- | --------- | --------- | -- | -- | -- |
| dvouhra | 250      | 150       | 90            | 45             | 20        | 0         | 12 | 6  | 0  |
| čtyřhra | 250      | 150       | 90            | 45             | 0         | —         | —  | —  | —  |

### Finanční odměny
| Soutěž                              | vítězové | finalisté | semifinalisté | čtvrtfinalisté | 16 v kole | 32 v kole | Q2     | Q1     |
| ----------------------------------- | -------- | --------- | ------------- | -------------- | --------- | --------- | ------ | ------ |
| dvouhra                             | €109 310 | €57 570   | €31 185       | €17 770        | €10 470   | €5 960    | €2 790 | €1 400 |
| čtyřhra                             | €33 210  | €17 460   | €9 460        | €5 410         | €3 170    | —         | —      | —      |
| částka ve čtyřhře je uvedena na pár |          |           |               |                |           |           |        |        |

## Dvouhra

### Nasazení hráčů
| Země                         | Hráč              | ATP | Nasazení |
| ---------------------------- | ----------------- | --- | -------- |
| Spojené království           | Kyle Edmund       | 14. | 1.       |
| Argentina                    | Diego Schwartzman | 16. | 2.       |
| Kanada                       | Milos Raonic      | 20. | 3.       |
| Francie                      | Richard Gasquet   | 25. | 4.       |
| Francie                      | Gilles Simon      | 31. | 5.       |
| Francie                      | Gaël Monfils      | 37. | 6.       |
| USA                          | Frances Tiafoe    | 40. | 7.       |
| Nizozemsko                   | Robin Haase       | 44. | 8.       |
| Žebříček ATP k 8. říjnu 2018 |                   |     |          |

### Jiné formy účasti na turnaji
Následující hráči obdrželi divokou kartu do hlavní soutěže:
- Ruben Bemelmans
- Milos Raonic
- Frances Tiafoe

Následující hráči postoupili z kvalifikace:
- Marcel Granollers
- Tallon Griekspoor
- Ilja Ivaška
- Serhij Stachovskyj

Následující hráči postoupili z kvalifikace jako tzv. šťastní poražení:
- Salvatore Caruso
- Constant Lestienne
- Stéphane Robert

### Odhlášení
před začátkem turnaje
- Nikoloz Basilašvili → nahradil jej  Juki Bhambri
- Roberto Carballés Baena → nahradil jej  Salvatore Caruso
- David Goffin → nahradil jej  Jiří Veselý
- Jozef Kovalík → nahradil jej  Constant Lestienne

v průběhu turnaje
- Ilja Ivaška

## Čtyřhra

### Nasazení párů
| Země                                                                     | Hráč          | Země        | Hráč                   | ATP | Nasazení |
| ------------------------------------------------------------------------ | ------------- | ----------- | ---------------------- | --- | -------- |
| Japonsko                                                                 | Ben McLachlan | Německo     | Jan-Lennard Struff     | 43. | 1.       |
| Francie                                                                  | Nicolas Mahut | Francie     | Édouard Roger-Vasselin | 44. | 2.       |
| Nizozemsko                                                               | Robin Haase   | Nizozemsko  | Matwé Middelkoop       | 65. | 3.       |
| Indie                                                                    | Divij Šaran   | Nový Zéland | Artem Sitak            | 75. | 4.       |
| Žebříček ATP k 8. říjnu 2018; číslo je součtem postavení obou členů páru |               |             |                        |     |          |

### Jiné formy účasti
Následující páry obdržely divokou kartu do hlavní soutěže:
- Ruben Bemelmans /  Joris De Loore
- Sander Gillé /  Joran Vliegen

## Přehled finále

### Mužská dvouhra
- Kyle Edmund vs.  Gaël Monfils, 3–6, 7–6(7–2), 7–6(7–4)

### Mužská čtyřhra
- Nicolas Mahut /  Édouard Roger-Vasselin vs.  Marcelo Demoliner /  Santiago González, 6–4, 7–5